# It Starts with Us - Siamo noi l'inizio di tutto
It Starts with Us - Siamo noi l'inizio di tutto (It Starts with Us) è un romanzo rosa di Colleen Hoover, edito da Atria Books nel 2022.
Il libro è il sequel del best seller It Ends with Us (2016) e, riprendendo dalla fine del romanzo precedente, si concentra sulla relazione tra Lily e Atlas.

## Storia editoriale
Il romanzo, che alterna capitoli narrati in prima persona di entrambi i protagonisti, è stato annunciato per la prima volta a febbraio 2022 e pubblicato nell'ottobre dello stesso anno, diventando il libro più preordinato di tutti i tempi di Simon & Schuster.

## Trama
Undici mesi dopo la nascita della figlia Emerson, Lily Bloom incontra inaspettatamente il suo ex Atlas Corrigan. I sentimenti di Atlas per Lily sono ostacolati dai vandalismi al suo ristorante e dal ritorno nella sua vita della violenta madre Sutton, che gli annuncia l'esistenza di un fratellastro undicenne di nome Josh, ora scomparso. Dopo aver trovato il fratellastro e scoperto che era il vandalo del ristorante, Atlas decide di riportare l'adolescente alla madre. Cambia idea e decide di tenerlo con sé dopo aver visto il trattamento che Sutton riserva al ragazzo.
Anche Lily è innamorata di Atlas, ma la nascente relazione è ostacolata dall'ex marito Ryle Kincaid, un uomo violento con continue pretese sulla figlia e che assume atteggiamenti intimidatori quando scopre che l'ex moglie sta uscendo con Atlas. Alla fine, Josh decide di andare a vivere con Atlas, mentre Ryle viene costretto a seguire un corso di gestione della rabbia e potrà vedere la figlia solo se supervisionato. Sei mesi piú tardi Atlas chiede a Lily di trasferirsi da lui e dopo altri diciotto mesi i due convoleranno a nozze.

## Edizioni
- It starts with us. Siamo noi l'inizio di tutto, traduzione di Roberta Zuppet, Sperling & Kupfer, 2023, ISBN 978-8820075422.